# Jenny Wilhelms
Jenny Wilhelms, född 1974, är en finlandssvensk sångerska och folkmusiker främst känd som sångerska och drivande kraft i den finlandssvenska folkmusikgruppen Gjallarhorn, som fokuserar på de finlandssvenska musiktraditionerna från Finlands västra delar. Hon medverkar även i Sulaso. Wilhelms har studerat vid Malungs Folkhögskola i Sverige,  Keski-Pohjanmaa-konservatoriet och Sibelius-Akademin i Finland samt Ole Bull-akademin  i Norge.